# سیارک ۱۸۱۵۵
سیارک ۱۸۱۵۵ (به انگلیسی: 18155 Jasonschuler، نامگذاری:2000PF2) هجده هزار و صد و پنجاه و پنجمین سیارک کشف شده‌است که در ۱ اوت ۲۰۰۰ کشف شد.
قدر مطلق سیارک برابر ۱۴.۱ است.